# Diego Rossi
Diego Martín Rossi Marachlian (Montevideo, 5 maart 1998) is een Uruguayaans voetballer die doorgaans als aanvaller speelt. Hij werd in 2021 door Los Angeles FC verhuurd aan Fenerbahçe.

## Clubcarrière
Rossi speelde acht seizoenen in de jeugd van CA Peñarol. In januari 2016 debuteerde hij in het eerste elftal. In 46 competitieduels maakte hij 13 doelpunten voor Peñarol. In december 2017 werd de aanvaller voor een bedrag van 2,5 miljoen euro verkocht aan Los Angeles FC. Op 4 maart 2018 debuteerde hij in de Major League Soccer tegen Seattle Sounders. Dit was de eerste wedstrijd van het nieuw opgerichte Los Angeles FC. Rossi scoorde reeds na elf minuten het eerste doelpunt ooit voor de club. Op 9 augustus 2018 maakte hij een hattrick in de bekercompetitie tegen Houston Dynamo. In zijn eerste jaar maakte Rossi in totaal 17 doelpunten in 37 wedstrijden.

## Interlandcarrière
Rossi speelde voor meerdere Uruguayaanse nationale jeugdteams.

## Clubstatistieken
| Seizoen     | Club           | Land                      | Competitie          | Competitie | Competitie | Beker | Beker | Continentaal | Continentaal | Totaal | Totaal |
| Seizoen     | Club           | Land                      | Competitie          | Wed.       | Dlp.       | Wed.  | Dlp.  | Wed.         | Dlp.         | Wed.   | Dlp.   |
| ----------- | -------------- | ------------------------- | ------------------- | ---------- | ---------- | ----- | ----- | ------------ | ------------ | ------ | ------ |
| 2015-2016   | CA Peñarol     | Vlag van Uruguay          | Primera División    | 7          | 2          | —     | —     | —            | —            | 7      | 2      |
| 2016        | CA Peñarol     | Vlag van Uruguay          | Primera División    | 6          | 1          | —     | —     | 2            | 0            | 8      | 1      |
| 2017        | CA Peñarol     | Vlag van Uruguay          | Primera División    | 33         | 10         | —     | —     | 3            | 0            | 36     | 10     |
| Club totaal | Club totaal    | Club totaal               | Club totaal         | 46         | 13         | -     | -     | 5            | 0            | 51     | 13     |
| 2018        | Los Angeles FC | Vlag van Verenigde Staten | Major League Soccer | 33         | 12         | 4     | 5     | —            | —            | 37     | 17     |
| 2019        | Los Angeles FC | Vlag van Verenigde Staten | Major League Soccer | 36         | 17         | 3     | 1     | —            | —            | 39     | 18     |
| 2020        | Los Angeles FC | Vlag van Verenigde Staten | Major League Soccer | 2          | 1          | 0     | 0     | 2            | 1            | 4      | 2      |
| Club totaal | Club totaal    | Club totaal               | Club totaal         | 71         | 30         | 7     | 6     | 2            | 1            | 80     | 37     |
| TOTAAL      | TOTAAL         | TOTAAL                    | TOTAAL              | 117        | 43         | 7     | 6     | 7            | 1            | 131    | 50     |

## Erelijst
| Competitie                                     |            |                 |            |            |
| Competitie                                     | Aantal     | Jaren           |            |            |
| CA Peñarol                                     | CA Peñarol | CA Peñarol      | CA Peñarol | CA Peñarol |
| ---------------------------------------------- | ---------- | --------------- | ---------- | ---------- |
| Primera División                               | 2x         | 2015-2016, 2017 |            |            |
| Los Angeles FC                                 |            |                 |            |            |
| MLS Supporters' Shield                         | 1x         | 2019            |            |            |
| Uruguay –20                                    |            |                 |            |            |
| Zuid-Amerikaans kampioenschap voetbal onder 20 | 1x         | 2017            |            |            |